# Luca De Michelis
Luca De Michelis (Venezia, 13 agosto 1967) è un editore italiano.
Luca De Michelis è amministratore delegato di Marsilio Editori. Dopo la laurea presso l’Università Bocconi in Economia Politica, dal 1991 fino all’estate del 2008 ha ricoperto vari incarichi in banche d’affari internazionali. Dopo sei anni presso la Citibank è passato a Lehman Brothers a Londra e Milano dove è stato responsabile dell’attività di capital market. È stato coinvolto in alcune delle maggiori operazioni di acquisizione e finanziamento realizzate in Italia e in Europa negli ultimi trent’anni. 
Dal 2009 ha preso le redini di Marsilio Editori, casa editrice veneziana presieduta fino al 2018 dal padre Cesare De Michelis, che dal 1961 pubblica libri che spaziano dalla letteratura italiana e straniera alla saggistica, al dibattito politico e culturale fino ad arrivare all’editoria d’arte e alla fotografia.
Nel 2017 ha traghettato il marchio Marsilio all’interno del gruppo Feltrinelli, siglando un accordo iniziale di cessione del 40% delle azioni; nel luglio 2020, come da accordi iniziali, tale quota di partecipazione è arrivata al 55%.